# Alessandro Cicognini
Alessandro Cicognini (né le 25 janvier 1906 à Pescara et mort le 9 novembre 1995 à Rome) était un compositeur italien, qui composa de nombreuses musiques de films entre 1936 et 1966.

## Biographie
Alessandro Cicognini fit des études musicales au conservatoire de Milan. On lui doit, entre autres, les musiques des films de Don Camillo.

## Filmographie
- 1936 : Les Deux Sergents (I due sergenti)
- 1937 : Le Corsaire noir (it) (Il corsaro nero)
- 1937 : I due misantropi (it)
- 1938 : Le due madri (it)
- 1938 : Ettore Fieramosca
- 1939 : Napoli che non muore
- 1939 : Castelli in aria
- 1939 : Les Grands magasins (I grandi magazzini)
- 1939 : Una moglie in pericolo (it)
- 1939 : Cavalleria rusticana (it) d'Amleto Palermi
- 1939 : Il documento (it)
- 1939 : Retroscena
- 1939 : Une aventure de Salvator Rosa (Un'avventura di Salvator Rosa)
- 1940 : Centomila dollari
- 1940 : La Naissance de Salomé (La nascita di Salomè)
- 1940 : Plus fort que l'amour (Oltre l'amore)
- 1940 : Le Salaire du péché (La peccatrice)
- 1940 : Une aventure romantique (Una romantica avventura)
- 1940 : Don Pasquale
- 1940 : Alerte aux blancs (Senza cielo)
- 1941 : L'Enfant du meurtre (Giuliano de' Medici) de Ladislas Vajda
- 1941 : Ridi pagliaccio! (it)
- 1941 : La Couronne de fer (La corona di ferro)
- 1941 : Primo amore (it)
- 1942 : La maestrina (it)
- 1942 : Quarta pagina
- 1942 : Pastor Angelicus
- 1942 : Quatre Pas dans les nuages (Quattro passi tra le nuvole) d'Alessandro Blasetti
- 1943 : Il nostro prossimo
- 1943 : La statua vivente
- 1943 : Tristi amori (it)
- 1945 : Nessuno torna indietro
- 1945 : La resa di Titì
- 1945 : Deux Lettres anonymes (Due lettere anonime)
- 1946 : Lo sconosciuto di San Marino
- 1946 : La sua strada (it)
- 1946 : Sciuscia (Sciuscià)
- 1947 : Le avventure di Pinocchio de Giannetto Guardone
- 1947 : Cronaca nera
- 1947 : Il duomo di Milano (it)
- 1947 : Ultimo amore
- 1947 : Il cavaliere del sogno
- 1948 : L'Évadé du bagne (I miserabili)
- 1948 : Le Chevalier mystérieux (Il cavaliere misterioso)
- 1948 : Le Voleur de bicyclette (Ladri di biciclette)
- 1949 : Vogliamoci bene (it)
- 1949 : Paolo e Francesca
- 1949 : Il conte Ugolino
- 1949 : J'étais une pécheresse (Ho sognato il paradiso)
- 1949 : Exodus (Il grido della terra)
- 1949 : La fiamma che non si spegne
- 1950 : L'Épervier du Nil (Lo sparviero del Nilo)
- 1950 : La strada finisce sul fiume
- 1950 : Demain il sera trop tard (Domani è troppo tardi)
- 1950 : Sa Majesté monsieur Dupont (Prima comunione)
- 1950 : Le Voleur de Venise (Il ladro di Venezia)
- 1951 : Miracle à Milan (Miracolo a Milano)
- 1951 : Cameriera bella presenza offresi...
- 1951 : Blanche-Neige, le Prince noir et les 7 Nains (I sette nani alla riscossa)
- 1951 : Gendarmes et Voleurs (Guardie e ladri)
- 1952 : Amour et Jalousie(La fiammata), d'Alessandro Blasetti
- 1952 : Cour martiale (Il segreto delle tre punte) de Carlo Ludovico Bragaglia
- 1952 : Umberto D.
- 1952 : Chair inquiète (Carne inquieta) de Silvestro Prestifilippo (it)
- 1952 : Bonjour éléphant ! (Buongiorno, elefante!)
- 1952 : Le Petit Monde de don Camillo (Don Camillo)
- 1952 : Deux Sous d'espoir (Due soldi di speranza) de Renato Castellani
- 1952 : Une femme pour une nuit (Moglie per una notte)
- 1952 : Wanda la pécheresse (Wanda la peccatrice)
- 1952 : Heureuse Époque (Altri tempi)
- 1953 : Les Héros du dimanche (Gli eroi della domenica)
- 1953 : Station Terminus (Stazione Termini)
- 1953 : Le Retour de don Camillo
- 1953 : Nous les femmes (Siamo donne)
- 1953 : Pain, amour et fantaisie (Pane, amore e fantasia)
- 1954 : Quelques pas dans la vie (Tempi nostri)
- 1954 : Le Maître de Don Juan (Il maestro di Don Giovanni)
- 1954 : Ulysse (Ulisse)
- 1954 : L'Or de Naples (L'oro di Napoli)
- 1954 : Pain, amour et jalousie (Pane, amore e gelosia)
- 1954 : Dommage que tu sois une canaille (Peccato che sia una canaglia)
- 1954 : L'Art de se débrouiller (L'arte di arrangiarsi)
- 1955 : Graziella de Giorgio Bianchi
- 1955 : Siamo uomini o caporali
- 1955 : Les Cinq Dernières Minutes (Gli ultimi cinque minuti)
- 1955 : Vacances à Venise (Summertime)
- 1955 : La Grande Bagarre de don Camillo (Don Camillo e l'on. Peppone)
- 1955 : Pain, amour, ainsi soit-il (Pane, amore e...)
- 1956 : Totò, Peppino e i fuorilegge de Camillo Mastrocinque
- 1956 : Amours de vacances (Tempo di villeggiatura)
- 1956 : La banda degli onesti
- 1956 : La Chance d'être femme (La fortuna di essere donna)
- 1956 : Le Bigame (Il bigamo)
- 1956 : Qui perd gagne (Loser Takes All)
- 1956 : Le Toit (Il tetto)
- 1957 : Pères et fils (Padri e figli)
- 1957 : Tu es mon fils (La finestra sul Luna Park)
- 1957 : Vacances à Ischia (Vacanze a Ischia)
- 1958 : Anna de Brooklyn (Anna di Brooklyn)
- 1958 : L'Orchidée noire (The Black Orchid)
- 1959 : Pan, amor y... Andalucía
- 1960 : Un scandale à la cour (A Breath of Scandal)
- 1960 : C'est arrivé à Naples (It Started in Naples)
- 1960 : La Loi de l'homme (È arrivata la parigina)
- 1961 : Don Camillo Monseigneur (Don Camillo monsignore ma non troppo)
- 1961 : Le Jugement dernier (Il giudizio universale)
- 1962 : Le Pigeon qui sauva Rome (The Pigeon That Took Rome) de Melville Shavelson
- 1965 : Don Camillo en Russie (Il compagno Don Camillo)

## Discographie
- Parue initialement sur support vinyle, les bandes originales des films Station Terminus et The Black Orchid composées par Alessandro Cicognini ont été rééditées sur CD chez Disques Cinémusique en 2012. Voir la présentation en ligne.